# Luis Laorga
Luis Laorga Gutiérrez (* 5. Januar 1919 in Madrid; † 5. November 1990 ebenda) war ein spanischer Architekt.

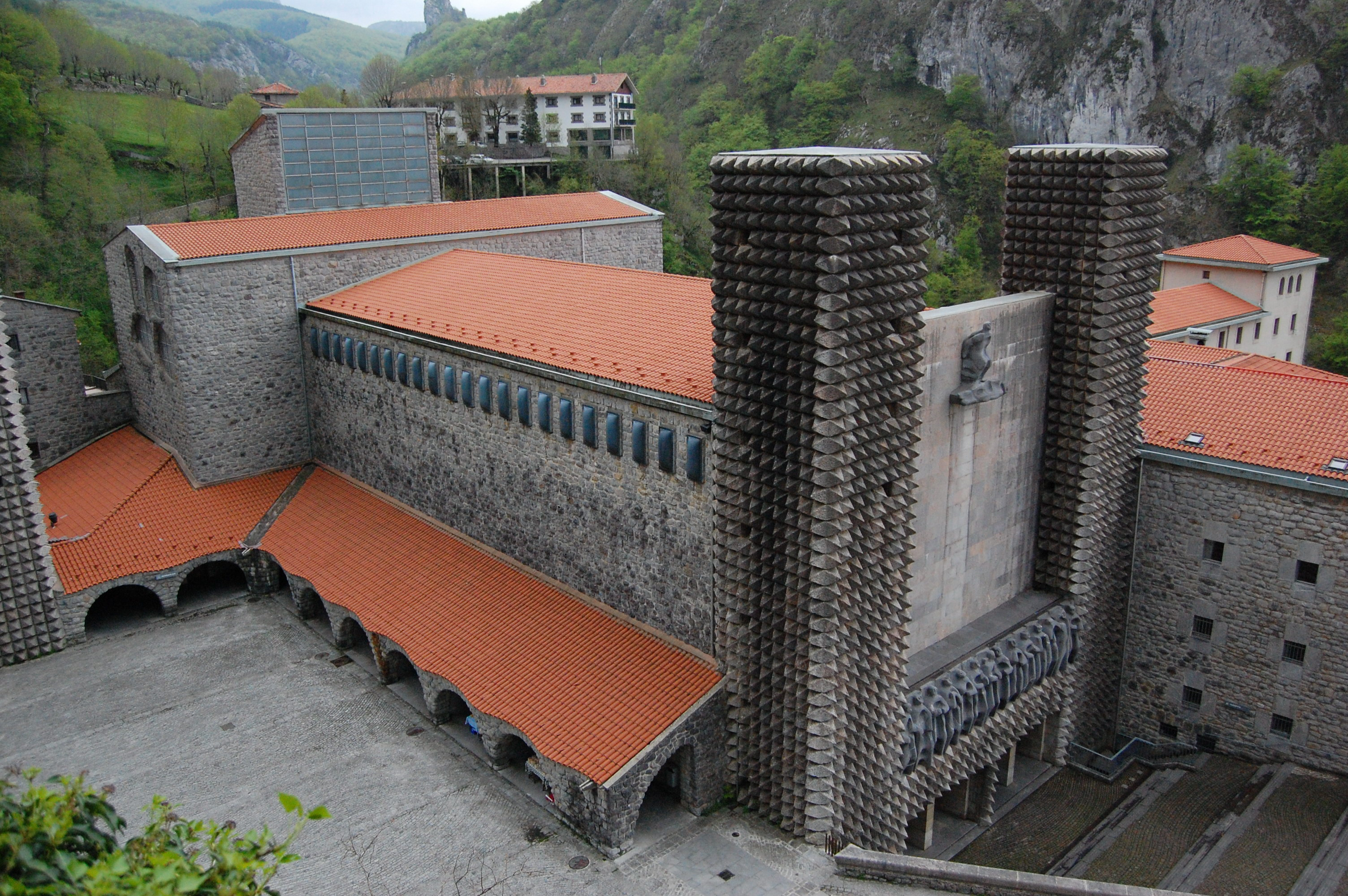
Wallfahrtskirche Arantzazu in Oñati, deren Basilika zwischen 1950 und 1955 von Luis Laorga und Francisco Javier Sáenz de Oiza erweitert wurde

## Leben
Luis Laorga studierte Architektur an der Escuela Politécnica in seiner Geburtsstadt Madrid und gewann bei seinem Abschluss 1946 den Nationalpreis. Während des Studiums freundete er sich mit Francisco Javier Sáenz de Oiza an. Gemeinsam reichten sie einen Entwurf für die Neugestaltung des Platzes um den Aquädukt von Segovia ein. Sie gewannen den Wettbewerb und wurden außerdem mit dem Nationalen Architekturpreis 1947 ausgezeichnet. Sie arbeiteten auch später zusammen, wie z. B. bei der Wiederherstellung der Wallfahrtskirche Arantzazu im Jahr 1950. 1955 begann Laorga mit José López Zanón zusammenzuarbeiten, unter anderen an verschiedenen Hochschulbauten. Zuletzt wirkten sie zunehmend im sozialen Wohnungsbau.
1981 erlitt Laorga eine Hirnblutung und musste seinen Beruf aufgeben. 1990 verstarb er.

## Werk

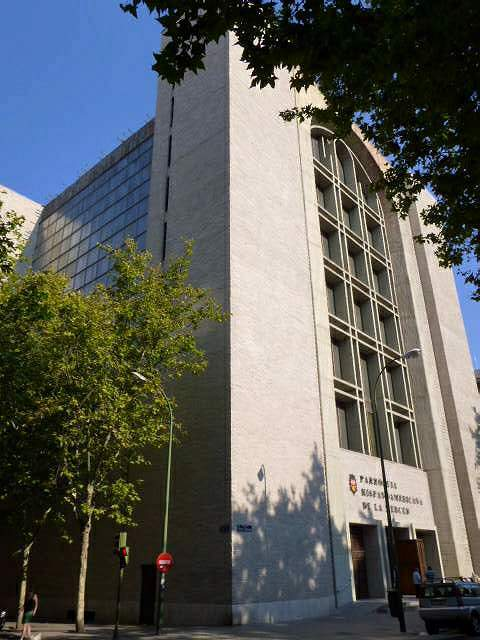
Basílica Hispanoamericano de La Merced

Laorga war ein Vertreter des Rationalismus und des Organicismo, der die Architektur der zweiten Hälfte des 20. Jahrhunderts auf der iberischen Halbinsel wesentlich prägte. 
Realisierte Bauten (Auswahl)
- Basílica Hispanoamericano de La Merced, Madrid (1949–1965, mit Francisco Javier Sáenz de Oiza)
- Erweiterung der Basilika von Arantzazu, Oñati (1950–1955, mit Francisco Javier Sáenz de Oiza)
- Wohnviertel, Encinar de los Reyes (1955–1958, mit José López Zanón)
- Universidad Laboral, Crucero Baleares (1961, mit José López Zanón)
- Berufshochschule, Culleredo (mit José López Zanón)
- Escuela Náutico Pesquera, Vigo (1963, mit José López Zanón)
- Ciudad Universitaria de Madrid (1963–1969, mit José López Zanón)
- Seminario Padres Paúles, Andújar (1965)
- Colegio de Los Milagros, Baños de Molgas (1965)
- Universidad Laboral, Huesca (1967–1968, mit José López Zanón)
- Wohnhaus Concha Espina Nr. 5, Madrid